# DIVE INTO DISNEY
『DIVE INTO DISNEY』（ダイヴ・イントゥ・ディズニー）はディズニーのトリビュート・アルバムである。
2002年10月20日にavex traxよりコピーコントロールCDでリリースされた。
続編として2004年に「MOSH PIT ON DISNEY」がリリースされている。

## 解説
ディズニーの楽曲を国内外のアーティストがロック・ナンバーにアレンジしてカバーしている。一部の楽曲は続編の「MOSH PIT ON DISNEY」の楽曲と共にシングルカットされ、またその後アーティストのシングル・アルバムに収録されたものもある。CCCDとして発売されている。

## 収録曲・参加アーティスト
1. MICKEY MOUSE CLUB MARCH/BEAT CRUSADERS
（[『ミッキーマウス』シリーズより）
2. YO HO/Snuff
（『ディズニーランド』カリブの海賊より）
3. MAIN STREET ELECTRICAL PARADE/Reel Big Fish
（『ディズニーランド』より）
4. IT'S A SMALL WORLD/H2O
（『ディズニーランド』イッツ・ア・スモールワールドより）
5. WHEN YOU WISH UPON A STAR/the band apart
（『ピノキオ』より）
6. BABY MINE/HUSKING BEE
（『ダンボ』より）
7. CHIM CHIM CHER-EE/ALL
（『メリー・ポピンズ』より）
8. FOREVER AND EVER/ASPARAGUS
（『くまのプーさん クリストファー・ロビンを探せ』より）
9. I WAN'NA LIKE YOU/VOODOO GLOW SKULLS
（『ジャングル・ブック』より）
10. SUPERCALIFRAGILISTICEXPIALIDOCIOUS/Oi-SKALL MATES
（『メリー・ポピンズ』より）
11. GO THE DISTANCE/DOPING PANDA
（『ヘラクレス』より）
12. BIBBIDI-BOBBIDI-BOO/4106、Yuki、TDC、Masa(SPOONY)
（『シンデレラ』より）
13. HAKUNA MATATA/RUDEBONES
（『ライオン・キング』より）
14. SOMEONE'S WAITING FOR YOU/Tsutchie feat.Mayu Kitaki
（『ビアンカの大冒険』より）